# Chiesa di Santa Margherita (Littlehampton)
La chiesa di Santa Margherita (in inglese Church of Saint Margaret) è la parrocchiale anglicana che si trova ad Angmering, villaggio nel territorio di Littlehampton nella contea del West Sussex, nel Sud Est dell'Inghilterra. Il luogo di culto risale alla fine del XII secolo, rientra nella diocesi di Chichester ed è considerato monumento di seconda categoria per il suo particolare interesse storico e architettonico.

## Storia

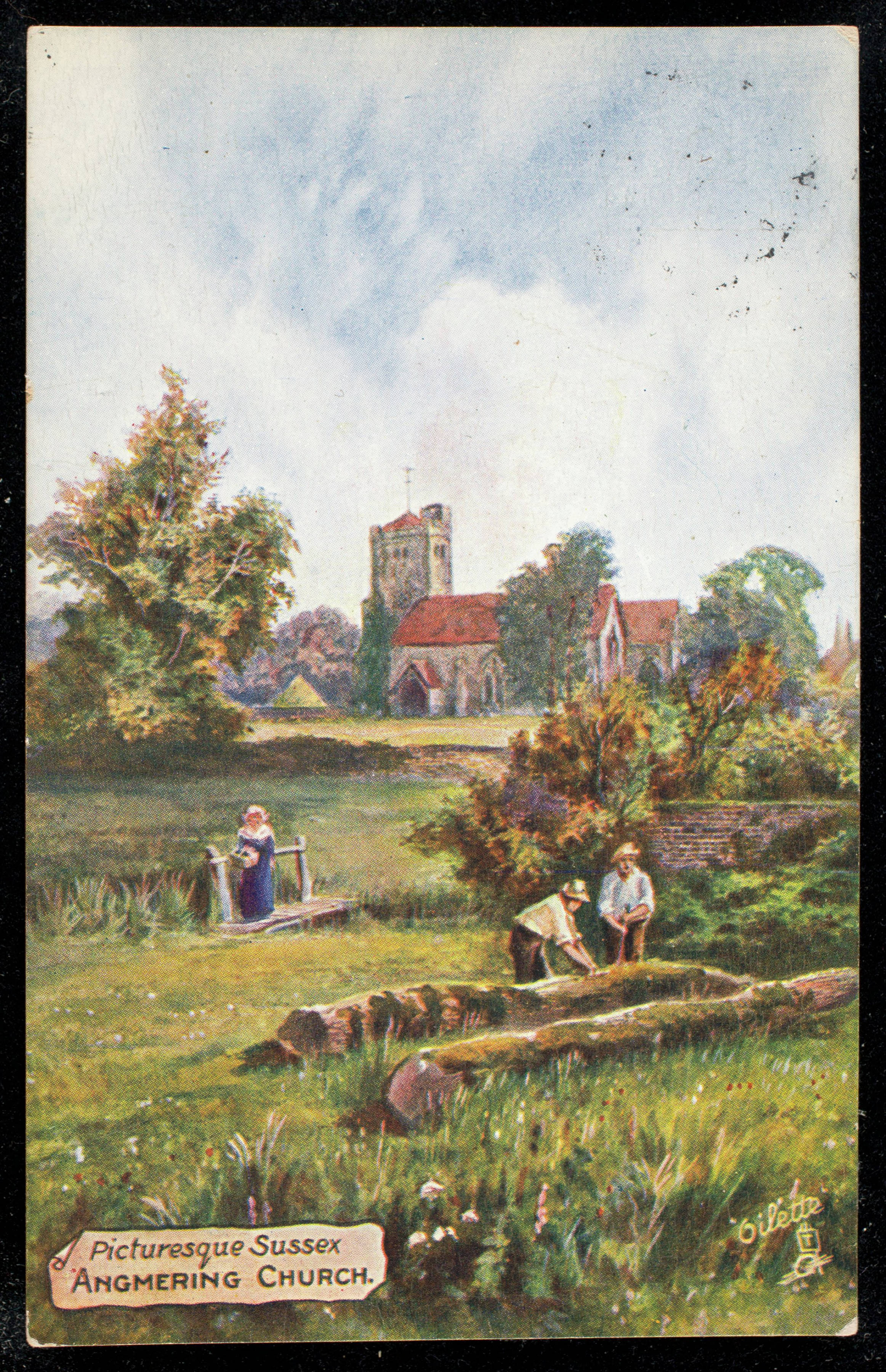
Immagine della chiesa ad Angering in una cartolina postale del 1903

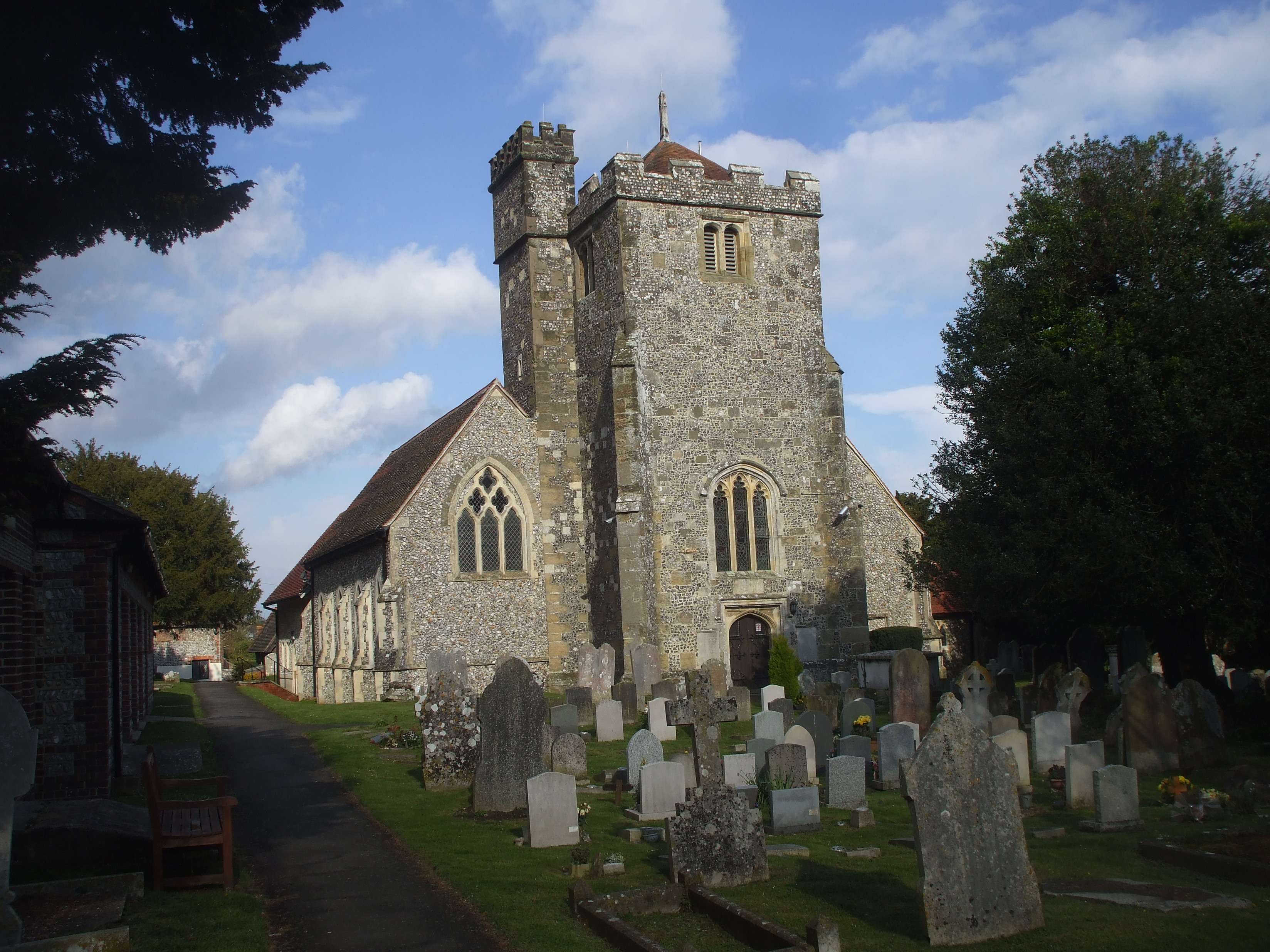
Insieme della chiesa e del suo cimitero

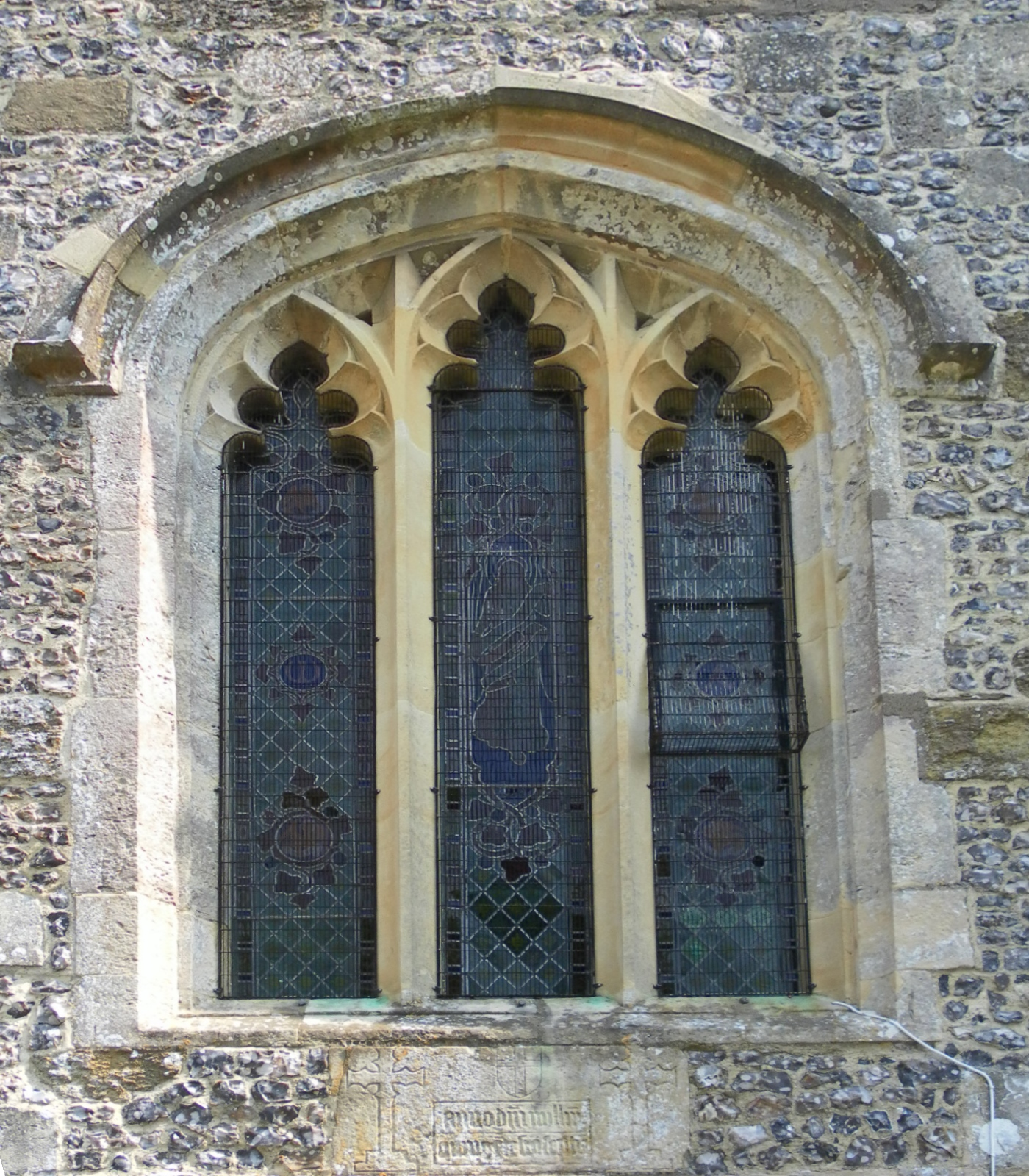
Grande finestra sulla facciata, sopra il portale di accesso

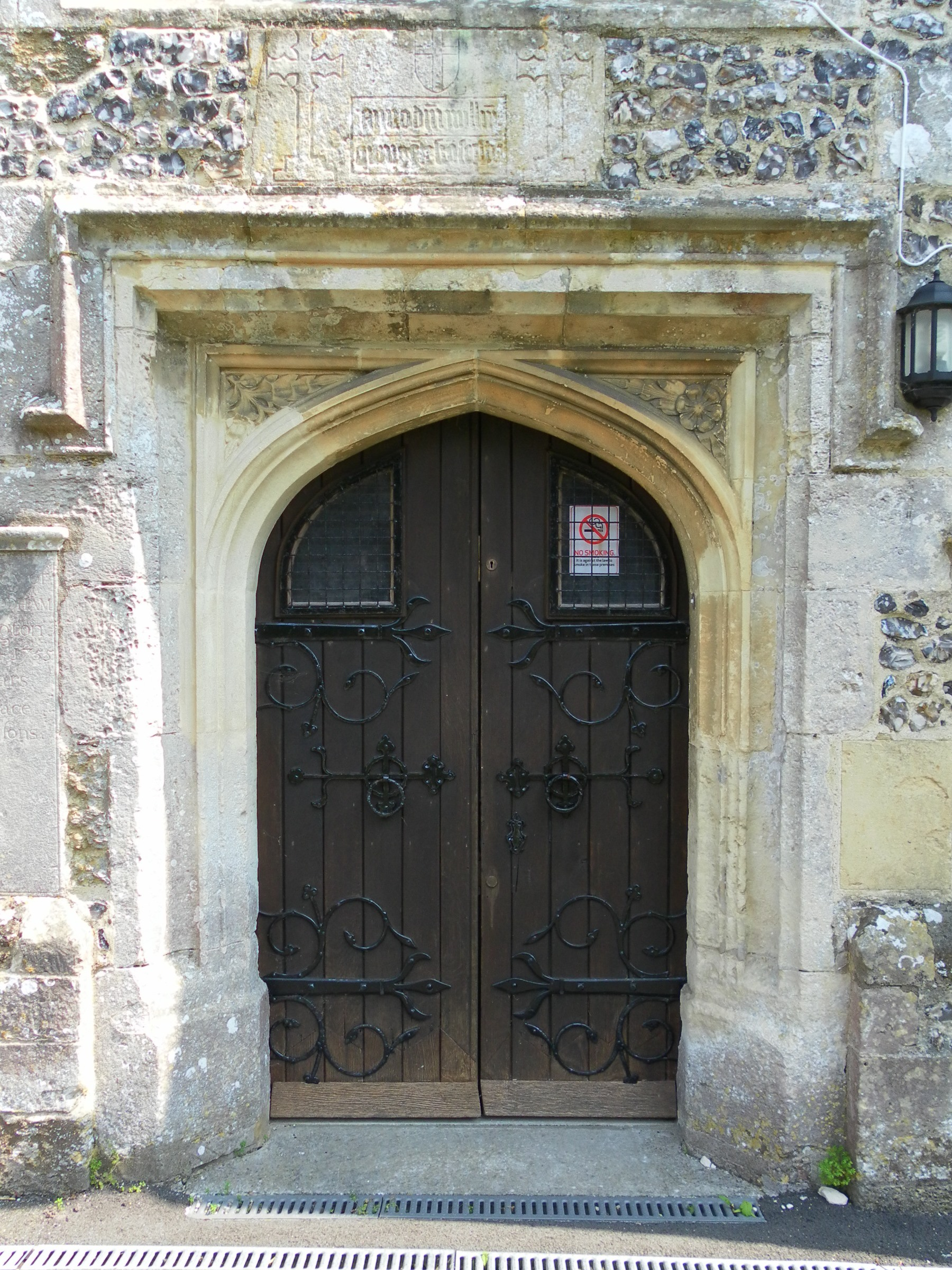
Portale di accesso principale sulla facciata

Durante il Medioevo la parrocchia risultava divisa fra tre chiese e quella di Santa Margherita è l'unica che ci è pervenuta. L'edificio originario è della fine del XII secolo, ma ne restano solo poche parti. L'unificazione tra le tre parrocchie risale ad un'ordinanza del 1573. Le altre parrocchiali erano a East Angmering e a Bargham. In scavi realizzati all'inizio del XX secolo che erano ancora visibili due frammenti di muro che si pensava facessero parte di questo edificio originario. Gli scavi del 1974 hanno rivelato quattro fasi di costruzione, dall'XI al XV secolo ed il sito è divenuto un giardino pubblico. Nel XV secolo la navata laterale sud fu ricostruita, più larga della navata centrale, la cappella sud fu ristrutturata e la maggior parte delle finestre fu sostituita. Sul lato nord del presbiterio ci sono segni di una precedente cappella, in particolare un andito bloccato, con dettagli del XV secolo e il presbiterio tardo XII potrebbe essere stato allungato allora. L'ultimo intervento prima della riforma inglese di Enrico VIII fu la costruzione della torre di selce grezza e pietra a scacchiera. Un'iscrizione datata 1507 ne testimonia la costruzione da parte dell'abbazia di Syon, a cui era stata concessa la chiesa dopo che era stata confiscata all'abbazia normanna di Fécamp all'inizio del XV secolo. Il 1507 segna probabilmente l'inizio della costruzione, poiché ci fu un lascito per i lavori datato 1516. La chiesa subì le vicissitudini comuni a tanti altri luoghi di culto nel XVII e XVIII secolo. Fu costruita una galleria occidentale e una nella navata laterale meridionale del 1737, quando furono apportate riparazioni anche ai tetti della navata centrale e della navata laterale, mentre la cappella settentrionale fu rimossa nel 1774 o nel 1775. Nel 1837 la chiesa fu oggetto di restauri che non sembrano averne alterato la struttura.

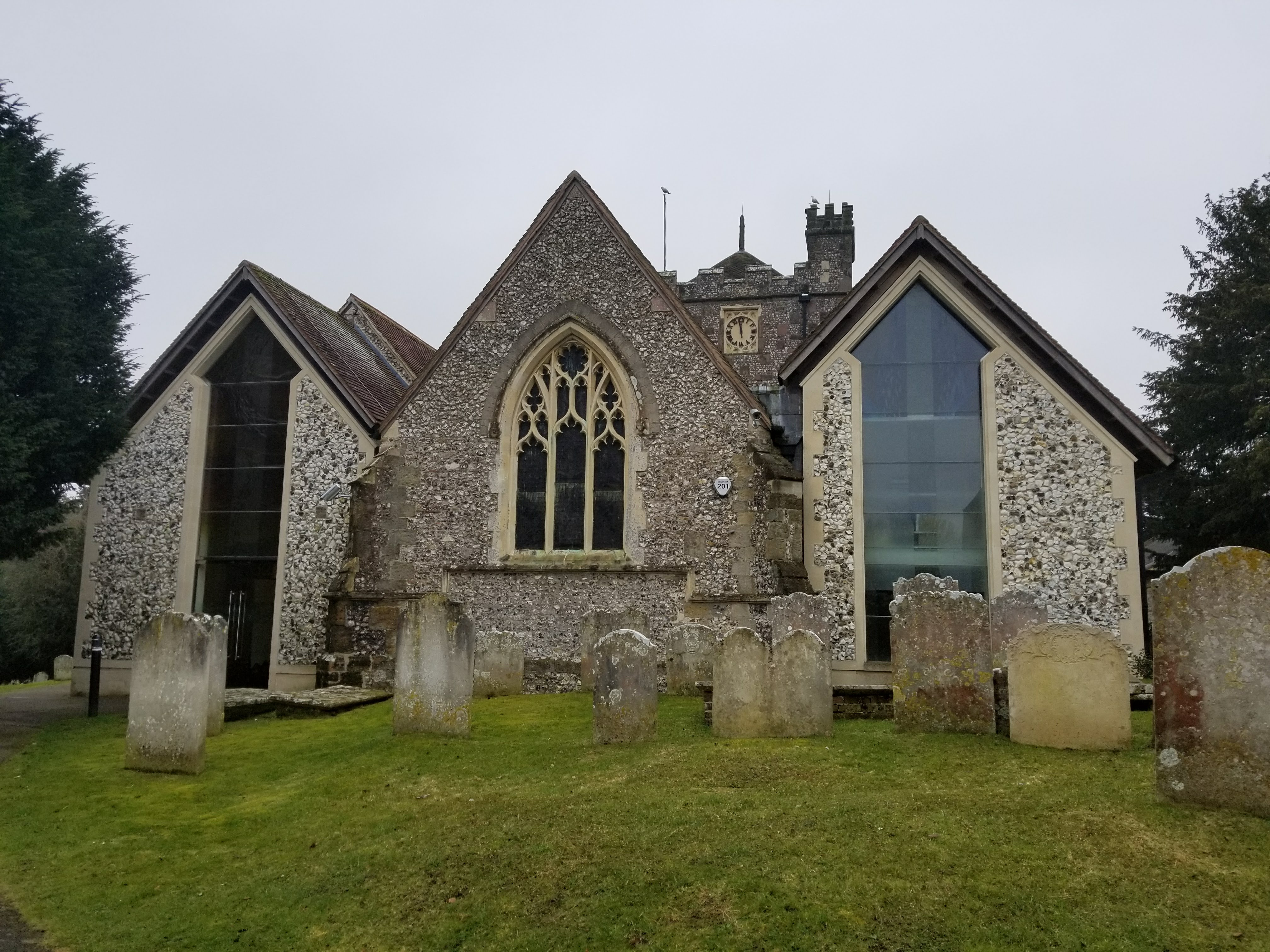
Parte absidale

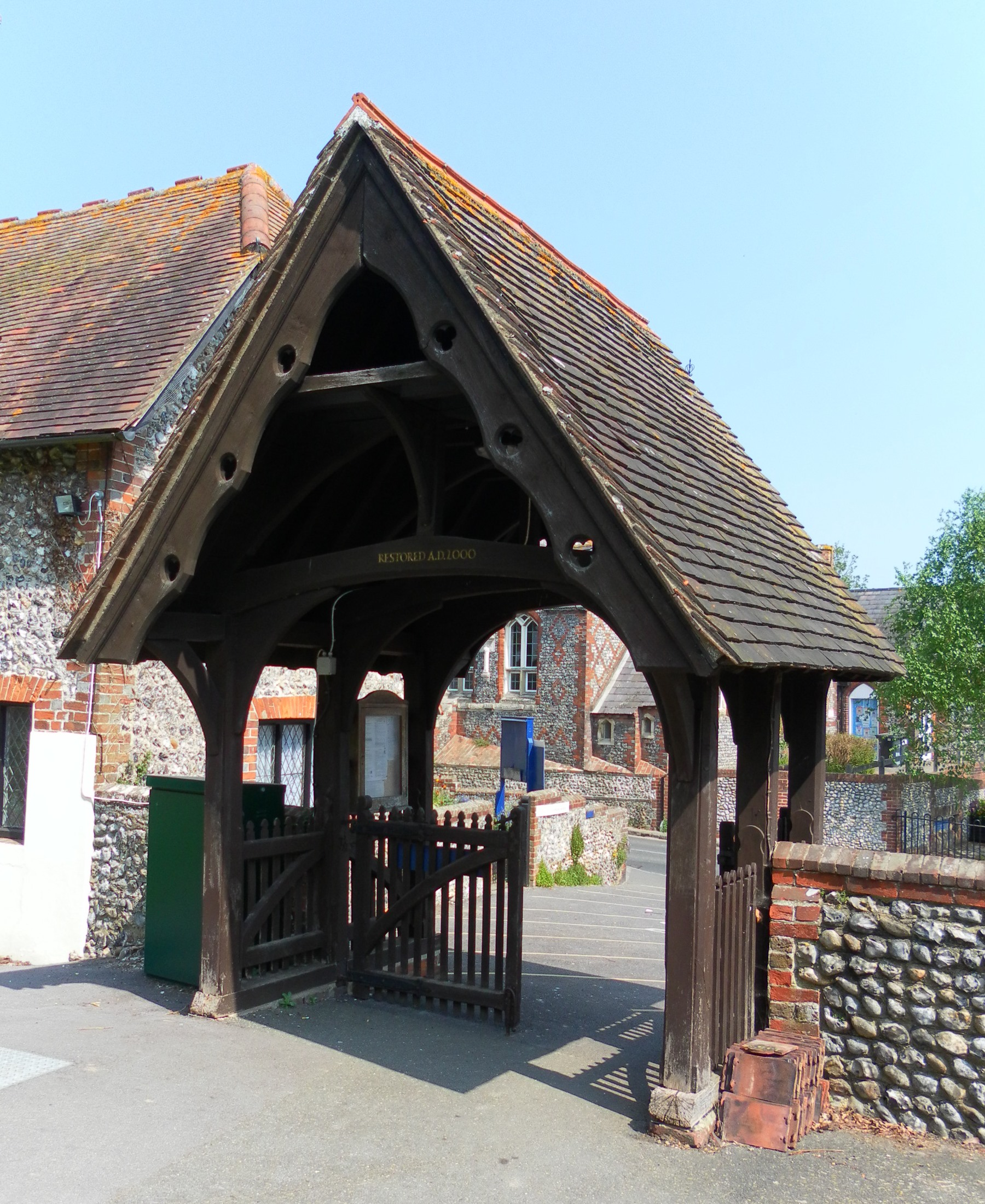
Accesso all'area cimiteriale

Nel 1847 Sir Stephen Glynn notò che l'intero porticato sud era scomparso e registrò che venne affidato a Samuel Sanders Teulon il compito di ricostruire la chiesa. Fu aggiunta una terza navata nord di dimensioni simili a quella sud con l'aggiunta di un portico. Esternamente tutto, tranne la torre, fu rivestito in selce e le finestre furono sostituite con trafori in stile XIV secolo. Entrambi i porticati furono sostituiti e quelli nuovi furono dotati di grandi capitelli a fogliame scolpiti da J. Forsyth, che realizzò anche i fusti che sostenevano il tetto e, probabilmente, il porticato vuoto all'estremità orientale. Esternamente, tutto tranne la torre fu rivestito in selce e le finestre furono sostituite con trafori in stile XIV secolo. Entrambi i porticati furono sostituiti e quelli nuovi hanno grandi capitelli a fogliame scolpiti da J Forsyth, che realizzò anche i fusti che sostenevano il tetto e, probabilmente, il porticato vuoto all'estremità orientale. L'esuberante lavoro ad Angmering dimostra che, sebbene Teulon fosse associata al partito della Low Church, tali chiese non devono essere noiose. Caratteristici della posizione dottrinale della Chiesa anglicana sono i testi dipinti del Credo e della Preghiera del Signore sull'arco santo che immette nel presbiterio. L'unica modifica significativa realizzata nel XX secolo fu l'aggiunta di una sagrestia con tetto piano e di un ufficio a nord del presbiterio. Nel 2003 sono stati preparati piani per ampliare e ristrutturare la chiesa e nel 2007 la Corte del Concistoro ha accettato facendo partire i lavori. Le modifiche più evidenti sono le estensioni a due falde su entrambi i lati del presbiterio. Quella a sud è costruita di fronte all'estremità orientale della cappella di Gratwick e costituisce l'ingresso principale, mentre quella a nord sostituisce la struttura del XX secolo ed è utilizzata come ufficio parrocchiale. Il pulpito del 1910 è stato ceduto, ma il fonte battesimale, il leggio e il leggio del XIX sono rimasti nella chiesa. I lavori sono stati completati nel giugno 2009.

## Descrizione
Dal 12 ottobre 1954 chiesa viene giudicata un edificio di particolare interesse storico e architettonico in Inghilterra o Galles, classificata come monumento di seconda categoria.
Di interesse sono il presbiterio, la navata centrale e quelle laterali, il portico sud e la torre a ovest. La torre risale al 1507, il resto è un edificio del XIII secolo, restaurato e in gran parte ricostruito attorno alla metà del XIX.

### Esterni
La chiesa di Santa Margherita si trova ad Angmering, villaggio posto a nord est dell'abitato di Littlehampton nel Sud Est dell'Inghilterra. Le forme che ci sono pervenute risalgono alla ricostruzione del 1852-1953 realizzata da Samuel Sanders Teulon. La facciata col suo portale di accesso sormontato in asse da una grande finestra suddivisa in tre parti è posta direttamente nel cimitero della comunità. La facciata è caratterizzata dalla grande e tozza torre merlata con piccole finestre che aprono la sua cella campanaria. Unita al suo fianco, sulla sinistra, si trova una torre leggermente più alta e più stretta, a base rettangolare.

### Interni
La sala è di grandi dimensioni, suddivisa in tre ampie navate. L'arco del presbiterio è quello originale della fine del XII secolo, sebbene molto rinnovato. I banchi originali sono stati sostituiti da sedie disposte tra la navata centrale e le navate laterali in semicerchi, che sono centrati su un battistero ribassato. Si conservano il fonte battesimale e il leggio del XIX secolo.